# Kinga Grzyb

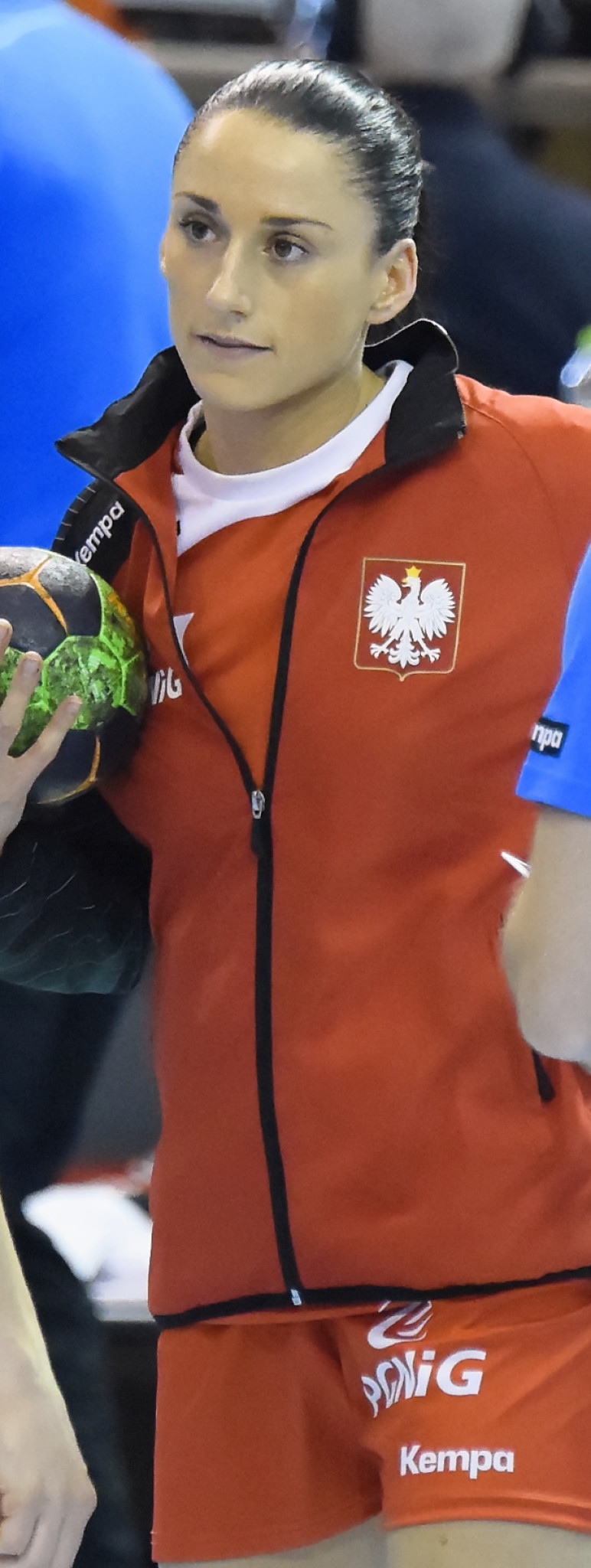
Kinga Grzyb (2015)

Kinga Grzyb (* 12. Januar 1982 in Starogard Gdański, geborene Kinga Polenz) ist eine polnische Handballspielerin.

## Karriere
Die 1,68 m große auf der Linksaußenposition agierende Grzyb spielte für MKS Sambor Tczew, EB Start Elbląg und bei MKS Piotrcovia Piotrków Trybunalski unter Vertrag. Anschließend lief sie wieder für Start Elbląg auf. Seit dem Sommer 2015 steht sie beim polnischen Erstligisten MKS Zagłębie Lubin unter Vertrag. Mit Zagłębie Lubin gewann sie 2021, 2022, 2023 und 2024 die polnische Meisterschaft sowie 2023 und 2024 den polnischen Pokal.
Grzyb gab im Jahre 2001 ihr Debüt für die polnische Nationalmannschaft. Mit der polnischen Auswahl nahm sie an der Weltmeisterschaft 2013 in Serbien teil. Bei der WM 2013 belegte sie den vierten Platz und erzielte 30 Treffer in neun Partien. Nach der Europameisterschaft 2018 beendete sie ihre Länderspiellaufbahn. Grzyb bestritt 266 Länderspiele, in denen sie 728 Treffer erzielte.

## Privates
Kinga Grzyb ist mit dem polnischen Fußballspieler Wojciech Grzyb verheiratet. Das Ehepaar hat eine gemeinsame Tochter.